# Neumarkt (Merseburg)
Neumarkt (ⓘ) ist ein Ortsteil der Stadt Merseburg im Saalekreis (Sachsen-Anhalt).

## Geografie
Neumarkt liegt östlich von Merseburg zwischen der Saale im Westen und einem Altarm der Saale im Osten. Östlich schließt sich direkt der Stadtteil Venenien an.

## Geschichte
Neumarkt findet in einer in Goslar ausgestellten Königsurkunde von Kaiser Friedrich Barbarossa vom 25. November 1188 zum ersten Mal Erwähnung, als er dem Bischof Eberhard das Recht zugesteht, jenseits der Brücke zwischen den Brücken bei der Kirche St. Thomas einen neuen Markt zu gründen. Damit sind die beiden Brücken am West- wie am Ostende der Vorstadt sowie die Kirche und damit der Ort bereits schon vorhanden. Nun bekam er durch Barbarossa seinen bis heute gültigen Namen: Forum novum. Auch die nach Leipzig zur Elsterfurt führende Landstraße, eine Fortsetzung der Klobikauer Heerstraße nach Osten, ist somit klar belegt. Wachsender Handel und Wandel machten einen Neuen Markt aussichtsreich. Die Vorstadt war von einem von der Saale gefluteten Graben mit Wall umgeben, am Ostende gab es ein steinernes Stadttor. Hier befand sich auch ein Hospital.
Neumarkt gehörte als selbständige Vorstadt von Merseburg bis 1815 zum hochstift-merseburgischen Amt Merseburg, das seit 1561 unter kursächsischer Hoheit stand und zwischen 1656/57 und 1738 zum Sekundogenitur-Fürstentum Sachsen-Merseburg gehörte. Durch die Beschlüsse des Wiener Kongresses kam der Ort im Jahr 1815 zu Preußen und wurde 1816 dem Kreis Merseburg im
Regierungsbezirk Merseburg der Provinz Sachsen zugeteilt. 1823 wurde Neumarkt mit Merseburg vereinigt.

## Verkehr
Durch Neumarkt verläuft die B181.

## Persönlichkeiten
- Johann Gottlieb Picht (1736–1810), deutscher lutherischer Geistlicher und Reformer